# علی خودسیانی
علی خودسیانی (زادهٔ ۱ مهر ۱۳۴۹) فیلمنامه‌نویس و نمایشنامه‌نویس ایرانی است.

## زندگی
علی خودسیانی در ۱ مهر ۱۳۴۹ در سیبک به دنیا آمده‌است. در مقطع کارشناسی رشته کارگردانی نمایش دانشکده سینما و تئاتر تحصیل کرده‌است. فعالیت حرفه‌ای وی در زمینه نویسندگی از سال ۱۳۷۰ با نمایشنامه‌نویسی آغاز شد.

## فعالیت‌ها

### نمایشنامه‌نویسی
- ۱۳۷۰ - ماشین‌نشین‌ها - کارگردان اصغر فرهادی[۴]
- ۱۳۷۱ - بعد از یک نمایش - انتشارات جهاد دانشگاهی
- ۱۳۷۴ - درد مشترک - کارگردان معصومه تقی‌پور (اجرا در کشور سوئد - ۲۰۱۲)
- ۱۳۸۳ - خانه‌ای از شن و مه[۵]
- 1397-همسفران همیشه هپی-کارگردان علی خودسیانی برنده جایزه بهترین اثرنمایشی جشنواره استان تهران[نیازمند منبع]

### رادیویی
- حراج در جزیره
- ماشین‌نشین‌ها
- ماه، ستاره، چاه
- جاده برفی
- بازگشت یک قهرمان
- میهمانی بازگشت
- ملاقات در نیمه‌شب
- سریال سحرگاه (به کارگردانی همایون ایرانپوی)

### مجموعهٔ تلویزیونی
- نوعی دیگر شبکه تهران کارگردان: بهروز بقایی
- دنیای شیرین شبکه یک کارگردان: بهروز بقایی
- زمستانه شبکه دو کارگردان: حسن فتحی
- دنیای شیرین دریا شبکه یک  [۶] کارگردان: بهروز بقایی
- چراغهای خاموش شبکه یک کارگردان: کاظم بلوچی
- فاصله شبکه یک - کارگردان: کاظم بلوچی
- نی‌نی‌مون شبکه یک کارگردان: بهرام شاه محمدلو
- توپ گرد شبکه یک کارگردان: بهروز بقایی
- سایه‌ها شبکه یک - [۷] کارگردان: غلامرضا رمضانی
- تولدی دیگر شبکه تهران - [۶] کارگردان: داریوش فرهنگ
- بازی پنهان شبکه تهران کارگردان: شاپور غریب
- شوقستان شبکه تهران
- من نه منم-شبکه دو، کارگردان بهروز خلجی
- فصل زرد شبکه یک کارگردان مجید زهتاب
- نیمکت شبکه یک[۷] کارگردان: محمد رحمانیان
- خواستگاران شبکه یک - طراح، تهیه‌کننده و سرپرست نویسندگان کارگردان: گلاب آدینه
- همچون سرو شبکه دو کارگردان: بیژن بیرنگ
- هیئت مدیره شبکه پنج[۸] کارگردان: مازیار میری
- مرز خوشبختی شبکه دو [۹] کارگردان: حسین سهیلی زاده

### فیلم
- قهرمان
- رایزن عشق [۱۰]
- رؤیای رنگین‌کمان - همچنین کارگردان
- حرف مردم
- فرزند چهارم
- قاتل پنجم
- مرخصی شب عید
- ذهن خاموش [۱۱]

#### سینمایی
- ۱۳۸۱ - رز زرد [۴]

### تهیه‌کنندگی
- سریال فاصله - ۱۳۸۰ - شبکه یک
- تله فیلم رؤیای رنگین‌کمان - ۱۳۸۵ - شبکه تهران
- مجموعه تلویزیونی خواستگاران - ۱۳۸۶ - شبکه یک
- برنامه دست به نقد - سری سوم- ۱۳۸۸ - شبکه تهران

### کارگردانی
- فیلم کوتاه دنیایی به رنگ سرخ - شبکه یک - برنده دیپلم افتخار جشنواره A.B.U
- تله فیلم رؤیای رنگین‌کمان - شبکه تهران
- مجموعه نمایشی بازخوانی یک پروند - شبکه تهران

### رمان‌نویسی
- قوی سیاه - به همراه فریبا فتاحی - ۱۳۸۳ - انتشارات سفیر صبح[۴]
- پری‌سا - در مرحله نگارش[۴]
- آغوش[۱۲][۱۳]